# Матисен, Ральф
Ральф Матисен (англ. Ralph W. Mathisen; род. 17 февраля 1947) — американский антиковед, просопограф и нумизмат, специалист по позднеримскому праву и в целом по Поздней античности. Доктор философии (1979). С 2003 года профессор Иллинойского университета в Урбана-Шампейне, прежде именной профессор Университета Южной Каролины. Феллоу Американского нумизматического общества (1996).
Окончил Висконсинский университет в Мадисоне (бакалавр астрономии/физики, 1969). Степень магистра по мех. инженерии получил в Политехническом институте Ренсселера (1972). Также получил степень магистра классики в Висконсинском университете в Мадисоне (1973). Степень доктора философии по истории античности получил там же в 1979 году (под началом Frank M. Clover). Первоначально работал в аэрокосмической промышленности в команде разработчиков двигателя JT9D для Boeing 747. Длительное время (23 года), в конце концов в кач-ве именного профессора (Louise Fry Scudder Professor of Humanities) работал в Университете Южной Каролины. Являлся президентом BSANA и SLA. Публиковался в Journal of Roman Studies.
В 2007—2012 годах редактор Journal of Late Antiquity, редактор-основатель и ныне эмерит-редактор. Редактор Oxford Studies in Late Antiquity.
Опубликовал более ста научных статей и написал или отредактировал тринадцать книг.
Автор Ancient Mediterranean Civilizations: From Prehistory to 640 CE (Oxford University Press, 2-е изд. 2014, 3-е изд. 2020).
Автор двухтомника People, Personal Expression, and Social Relations in Late Antiquity (Univ. of Michigan, 2003) {Рец.: , , , }.
Редактор Law, Society, and Authority in Late Antiquity (Oxford: Oxford University Press, 2001).
Автор Barbarian Invasions or Civil Wars? Goths as Auxiliary Forces in the Roman Army в кн. Empire in Crisis: Gothic Invasions and Roman Historiography.